# In jouw naam
In jouw naam is een Nederlandse film uit 2014, geregisseerd door Marco van Geffen. De hoofdrollen worden gespeeld door Barry Atsma en Lotte Verbeek.
De film heeft als internationale titel In your name. De prent maakt deel uit van een geplande trilogie, dat als uitgangspunt heeft 'het drama van het gelukkige gezin'. De eerste film uit die trilogy was Onder ons uit 2011.
Elise Schaap werd oorspronkelijk gecast als Els, maar werd uiteindelijk vervangen door Lotte Verbeek. De film ging in 3 zalen in première op 9 oktober 2014.

## Verhaal
Een gelukkig stel is in blijde verwachting van hun eerste kind. Als de baby kort naar de geboorte overlijdt, probeert de moeder (Verbeek) zo goed en zo kwaad als het kan het leven weer op te pakken. De vader (Atsma) weet geen raad met zijn verdriet en beide geliefden raken steeds meer vervreemd van elkaar.

## Cast
| Acteur              | Personage  |
| ------------------- | ---------- |
| Barry Atsma         | Ton        |
| Lotte Verbeek       | Els        |
| Sytske van der Ster | Petra      |
| Leny Breederveld    | moeder Els |
| Ad van Kempen       | vader Ton  |

1896-1909 · 1910-19 · 1920-29 · 1930-39 · 1940-49 · 1950-59 · 1960-69 · 1970-79 · 1980-89 · 1990-99 · 2000-09 · 2010-19
· 2020-29